# تینا لوئیس
تینا لوئیس (انگلیسی: Tina Louise؛ زادهٔ ۱۱ فوریهٔ ۱۹۳۴) یک هنرپیشه، و خواننده اهل ایالات متحده آمریکا است.

## بخشی از فیلمشناسی

### سینمایی

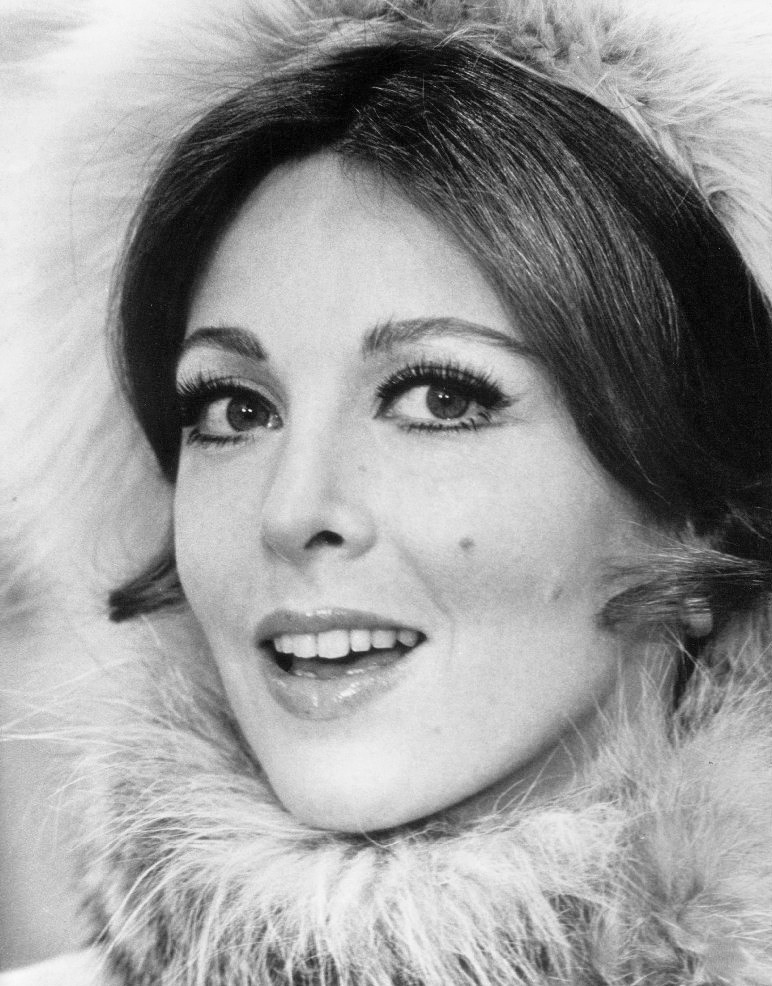

- یک وجب خاک خدا (فیلم) (۱۹۵۸)
- دام (فیلم ۱۹۵۹) (۱۹۵۹)
- گاریبالدی (فیلم) (۱۹۶۱)
- طبقه هفتم (۱۹۶۷)
- پایان خوش (فیلم ۱۹۶۹) (۱۹۶۹)
- فیلم کنتاکی فراید (۱۹۷۷)
- جانی سوئید (۱۹۹۱)

### تلویزیونی
- جزیره گیلیگن (۱۹۶۴–۱۹۶۷)
- بونانزا (۱۹۶۷)

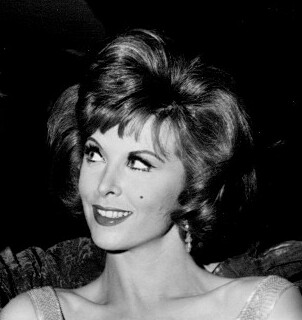
لوئیس در نقش جینجر گرانت در سریال جزیره گیلیگن

- آیرونساید (مجموعه تلویزیونی) (۱۹۷۰)
- کوجک (مجموعه تلویزیونی) (۱۹۷۴)
- کنن (۱۹۷۵)
- دکتر مارکوس ولبی (۱۹۷۶)
- دالاس (مجموعه تلویزیونی ۱۹۷۸) (۱۹۷۸–۱۹۷۹)
- متأهل… بچه‌دار (۱۹۹۰)